# Leichtathletik-Europameisterschaften 2022/400 m Hürden der Männer

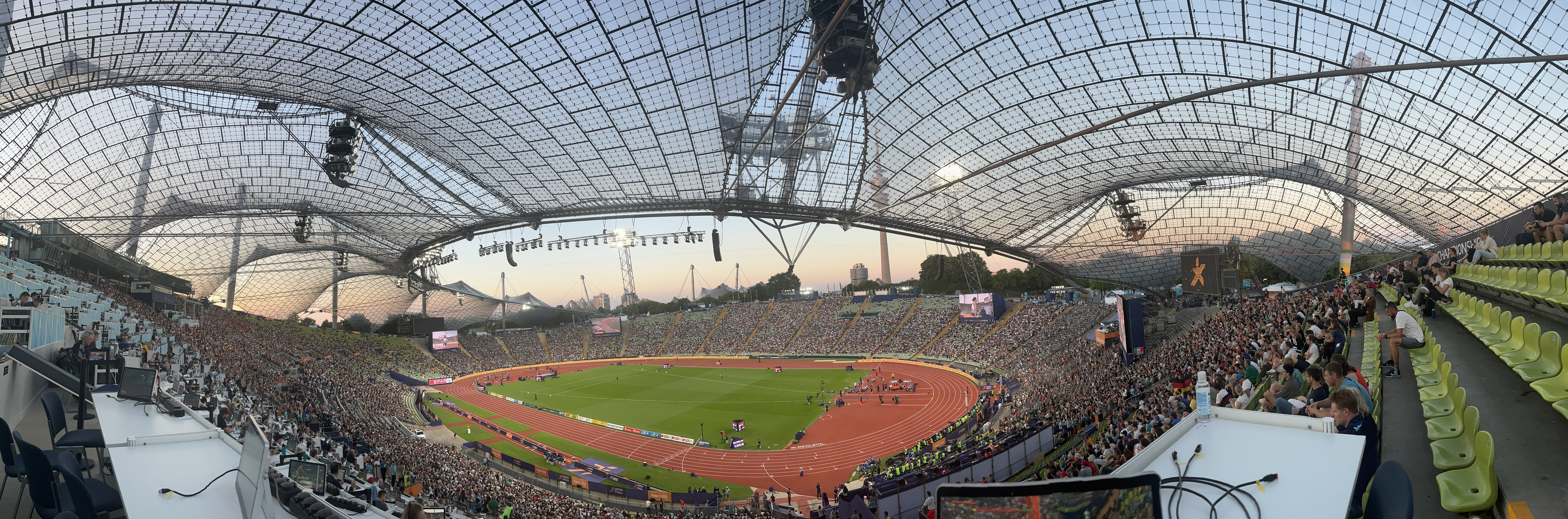
Das Olympiastadion in München während der Europameisterschaften 2022

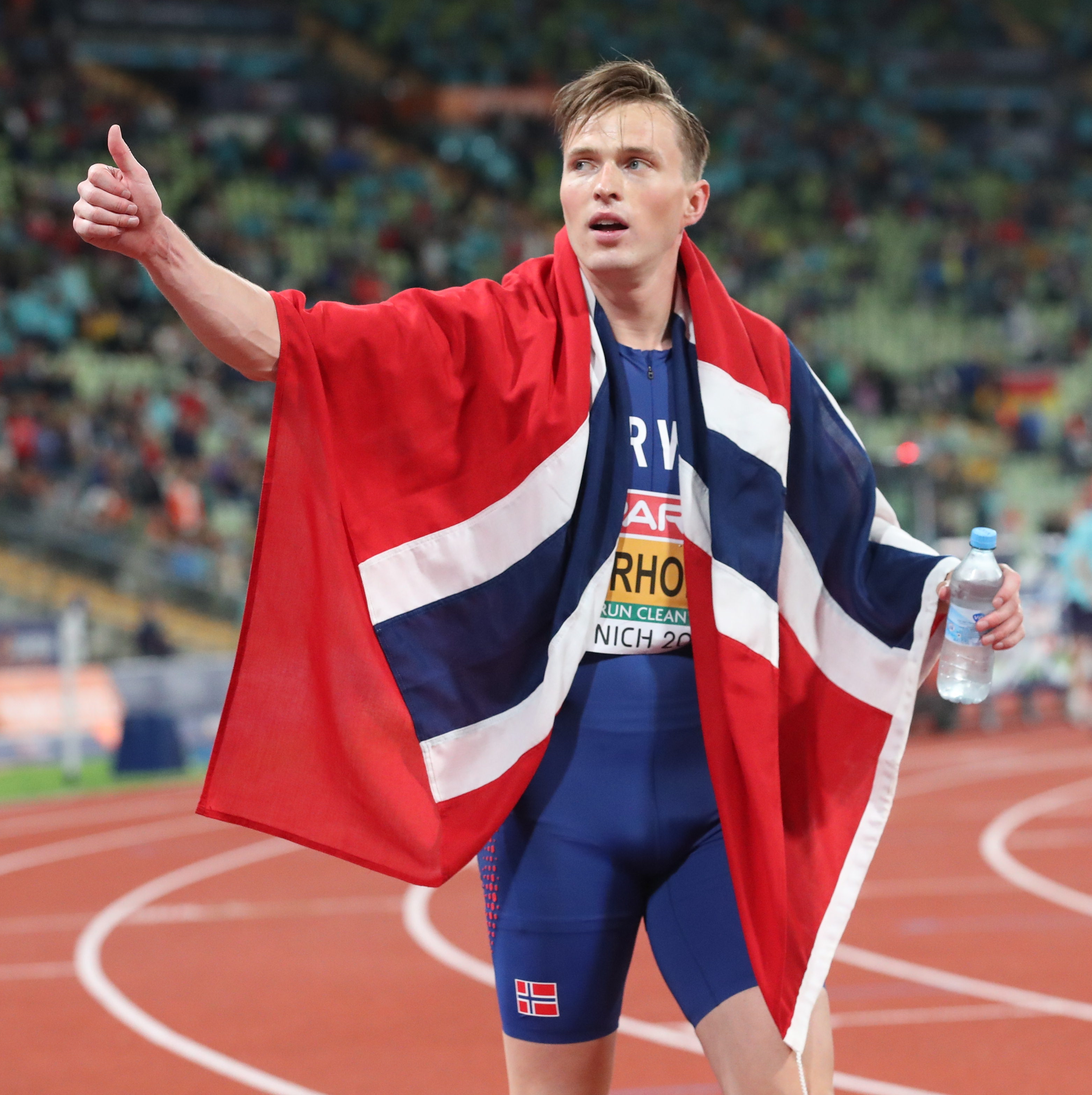
Karsten Warholm

Der 400-Meter-Hürdenlauf der Männer bei den Leichtathletik-Europameisterschaften 2022 wurde vom 17. bis 19. August 2022 im Olympiastadion der deutschen Stadt München ausgetragen.
Europameister wurde der Norweger Karsten Warholm, der diese Disziplin seit einigen Jahren dominierte. Er war der aktuelle Olympiasieger, Weltmeister von 2017 und 2019, Titelverteidiger sowie Weltrekordinhaber.
Silber gewann der Franzose Wilfried Happio.
Bronze ging an den türkischen Olympiadritten von 2016, Vizeweltmeister von 2017, Europameister von 2016 und Vizeeuropameister von 2018 Yasmani Copello.

## Rekorde

### Bestehende Rekorde
| Weltrekord                 | 45,94 s | Karsten Warholm | OS Tokio, Japan        | 3. August 2021    |
| Europarekord               | 45,94 s | Karsten Warholm | OS Tokio, Japan        | 3. August 2021    |
| Europameisterschaftsrekord | 47,48 s | Harald Schmid   | EM Athen, Griechenland | 8. September 1982 |

### Rekordverbesserung
Der norwegische Europameister Karsten Warholm verbesserte den bestehenden EM-Rekord im Finale am 19. August um 36 Hundertstelsekunden, auf 47,12 s. Zu seinem eigenen Europa- und Weltrekord fehlten ihm 1,18 s.

## Regelungen für die Jahresbesten bis zu Streckenlängen von 400Metern
Wie schon bei den Europameisterschaften 2016 und 2018 waren die zwölf Jahresschnellsten in den Sprints und Hürdensprints bis einschließlich 400 Meter auch hier in München direkt für die Halbfinals qualifiziert. Zehn von ihnen waren am Start. In den Halbfinals wurden zur Ermittlung der Finalteilnehmer jeweils drei Läufe ausgetragen. Alle anderen Athleten mussten sich zunächst in einer Vorrunde für die Semifinalteilnahme qualifizieren.

## Legende
Kurze Übersicht zur Bedeutung der Symbolik – so üblicherweise auch in sonstigen Veröffentlichungen verwendet:
| CR | Championshiprekord                                                                             |
| ‡  | einer der zehn schnellsten Sprinter der Jahresbestenliste (Markierung verwendet im Halbfinale) |

## Vorrunde
17. August 2022
Die Vorrunde wurde in vier Läufen durchgeführt. Die ersten drei Wettbewerber pro Lauf – hellblau unterlegt – sowie die darüber hinaus zwei zeitschnellsten Teilnehmer – hellgrün unterlegt – qualifizierten sich für das Halbfinale.

### Vorlauf 1

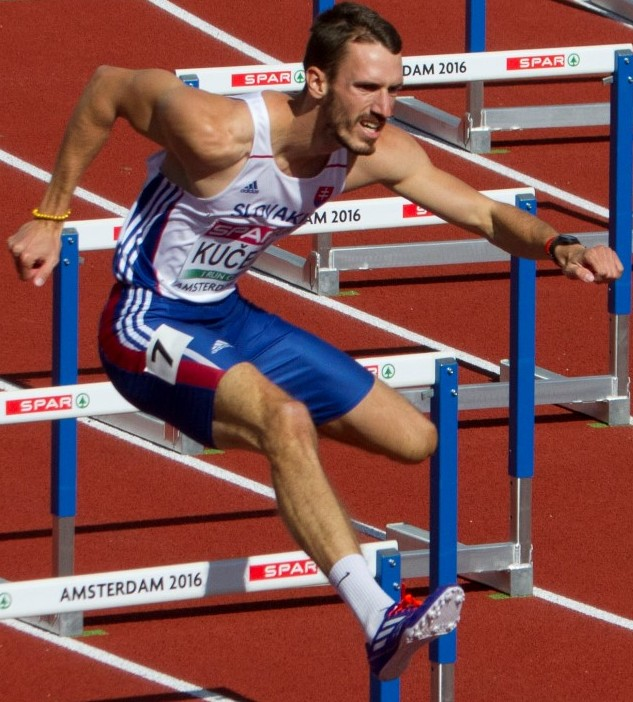
Martin Kučera – ausgeschieden als Fünfter des ersten Vorlaufs

17. August 2022, 11:05 Uhr MESZ
| Platz | Name                | Nation         | Zeit (s) |
| ----- | ------------------- | -------------- | -------- |
| 1     | Victor Coroller     | Frankreich     | 49,35    |
| 2     | Jacob Paul          | Großbritannien | 49,40    |
| 3     | Julien Bonvin       | Schweiz        | 49,41    |
| 4     | Vít Müller          | Tschechien     | 49,86    |
| 5     | Martin Kučera       | Slowakei       | 50,82    |
| 6     | Giacomo Bertoncelli | Italien        | 51,86    |

### Vorlauf 2
17. August 2022, 11:12 Uhr MESZ
| Platz | Name               | Nation      | Zeit (s) |
| ----- | ------------------ | ----------- | -------- |
| 1     | Thomas Barr        | Irland      | 49,49    |
| 2     | Ramsey Angela      | Niederlande | 49,51    |
| 3     | Matej Baluch       | Slowakei    | 50,49    |
| 4     | Sebastian Urbaniak | Polen       | 50,69    |
| 5     | Aleix Porras       | Spanien     | 50,77    |
| 6     | Nahom Yirga        | Schweiz     | 51,55    |

### Vorlauf 3
17. August 2022, 11:19 Uhr MESZ
| Platz | Name                    | Nation         | Zeit (s) |
| ----- | ----------------------- | -------------- | -------- |
| 1     | Mario Lambrughi         | Italien        | 50,27    |
| 2     | Jesús David Delgado     | Spanien        | 50,61    |
| 3     | Dries Van Nieuwenhove   | Belgien        | 50,85    |
| 4     | Niklas Strohmayer-Dangl | Österreich     | 51,21    |
| 5     | Joshua Faulds           | Großbritannien | 51,21    |
| 6     | Jakub Olejniczak        | Polen          | 51,77    |
| 7     | Tuomas Lehtonen         | Finnland       | 52,75    |

### Vorlauf 4
17. August 2022, 11:26 Uhr MESZ
| Platz | Name                  | Nation         | Zeit (s) |
| ----- | --------------------- | -------------- | -------- |
| 1     | Constantin Preis      | Deutschland    | 49,63    |
| 2     | Nick Smidt            | Niederlande    | 50,06    |
| 3     | Seamus Derbyshire     | Großbritannien | 50,08    |
| 4     | Martin Tuček          | Tschechien     | 50,09    |
| 5     | Krzysztof Hołub       | Polen          | 50,12    |
| 6     | Dany Brand            | Schweiz        | 50,30    |
| 7     | Andrea Ercolani Volta | San Marino     | 52,59    |

## Halbfinale
18. August 2022
Aus den Halbfinalläufen qualifizierten sich die jeweils ersten drei Athleten – hellblau unterlegt – sowie die darüber hinaus zwei zeitschnellsten Läufer – hellgrün unterlegt – für das Finale.

### Halbfinallauf 1

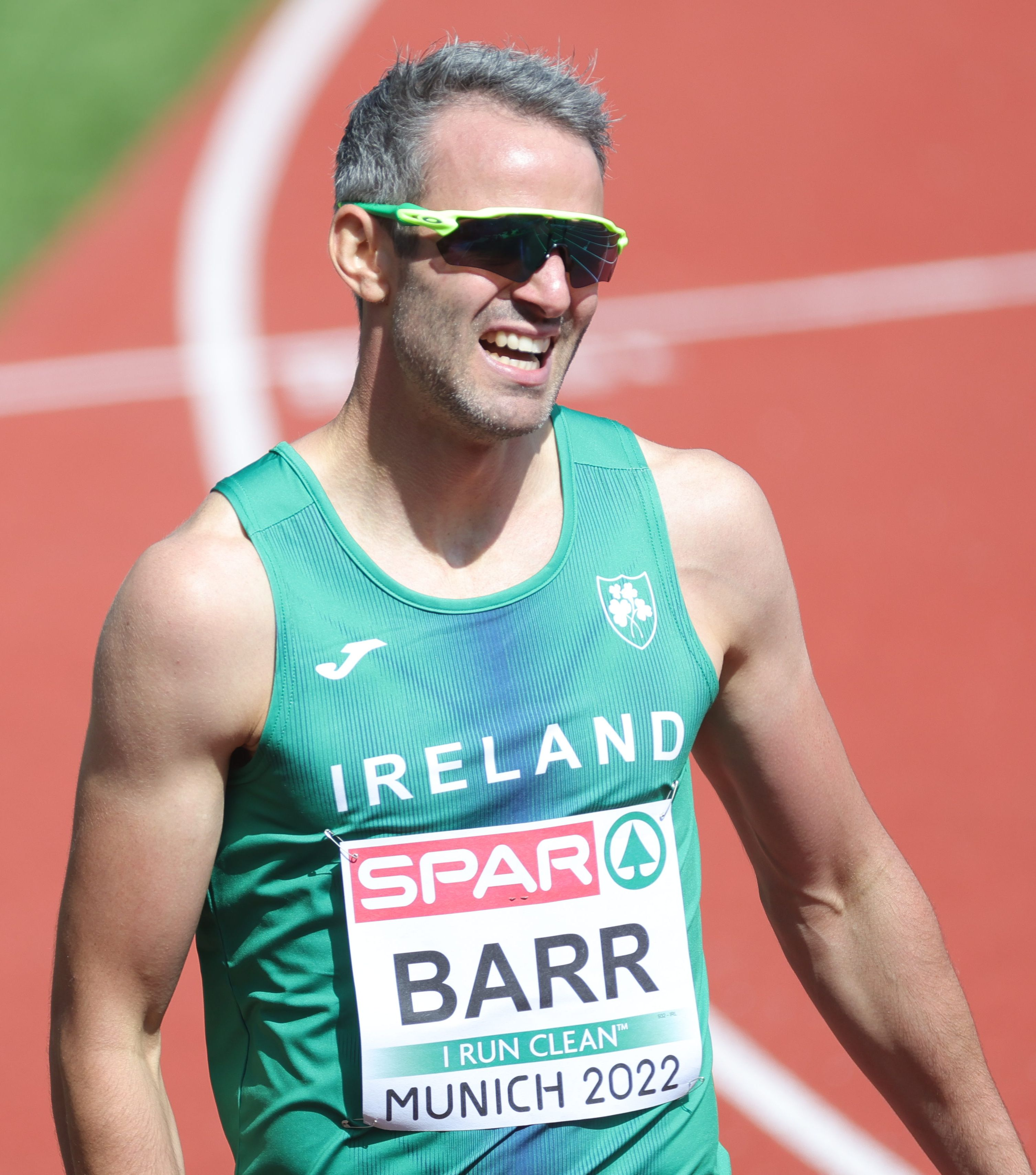
Thomas Barr – ausgeschieden als Dritter des ersten Halbfinals
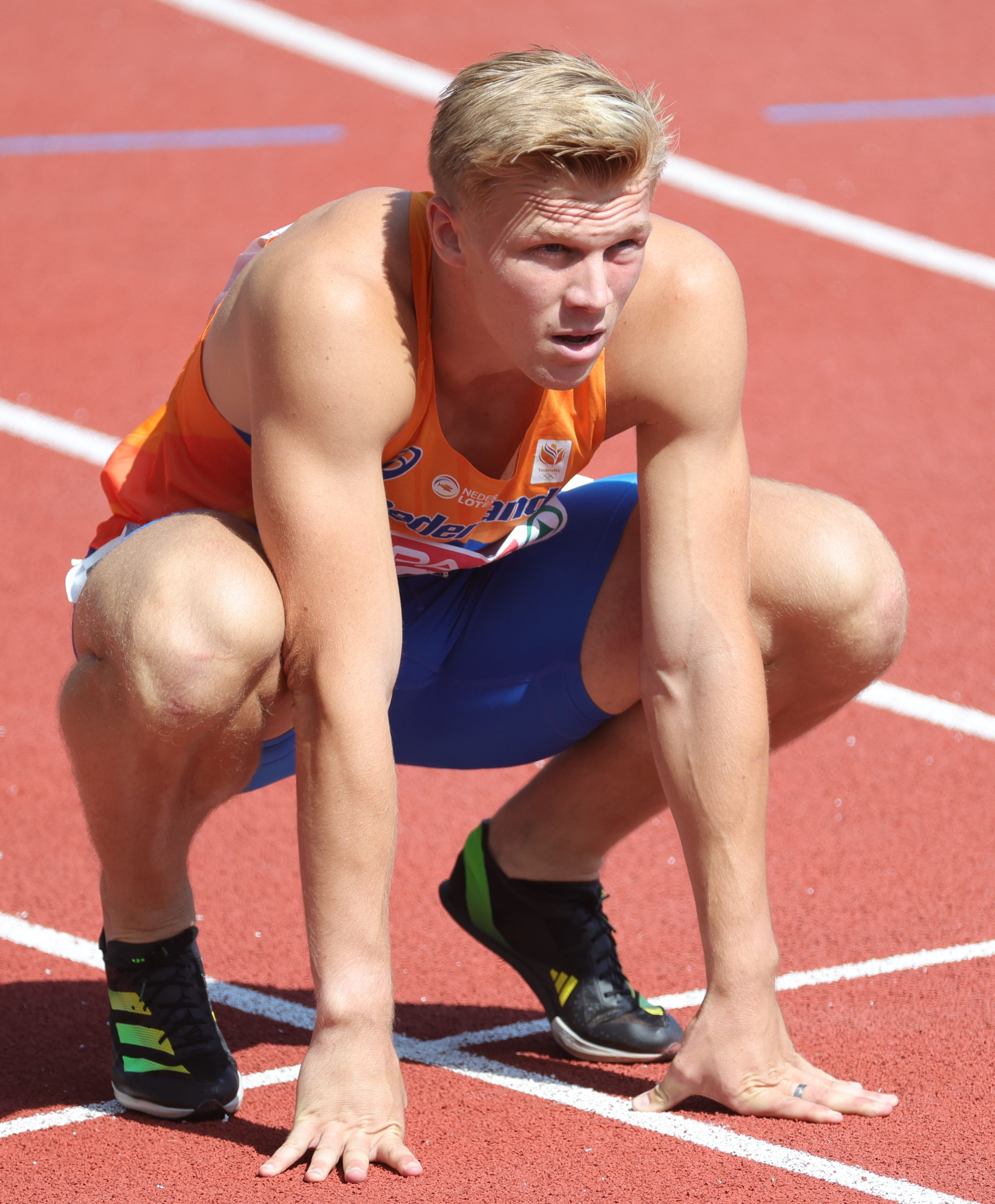
Nick Smidt – ausgeschieden als Sechster des ersten Halbfinals
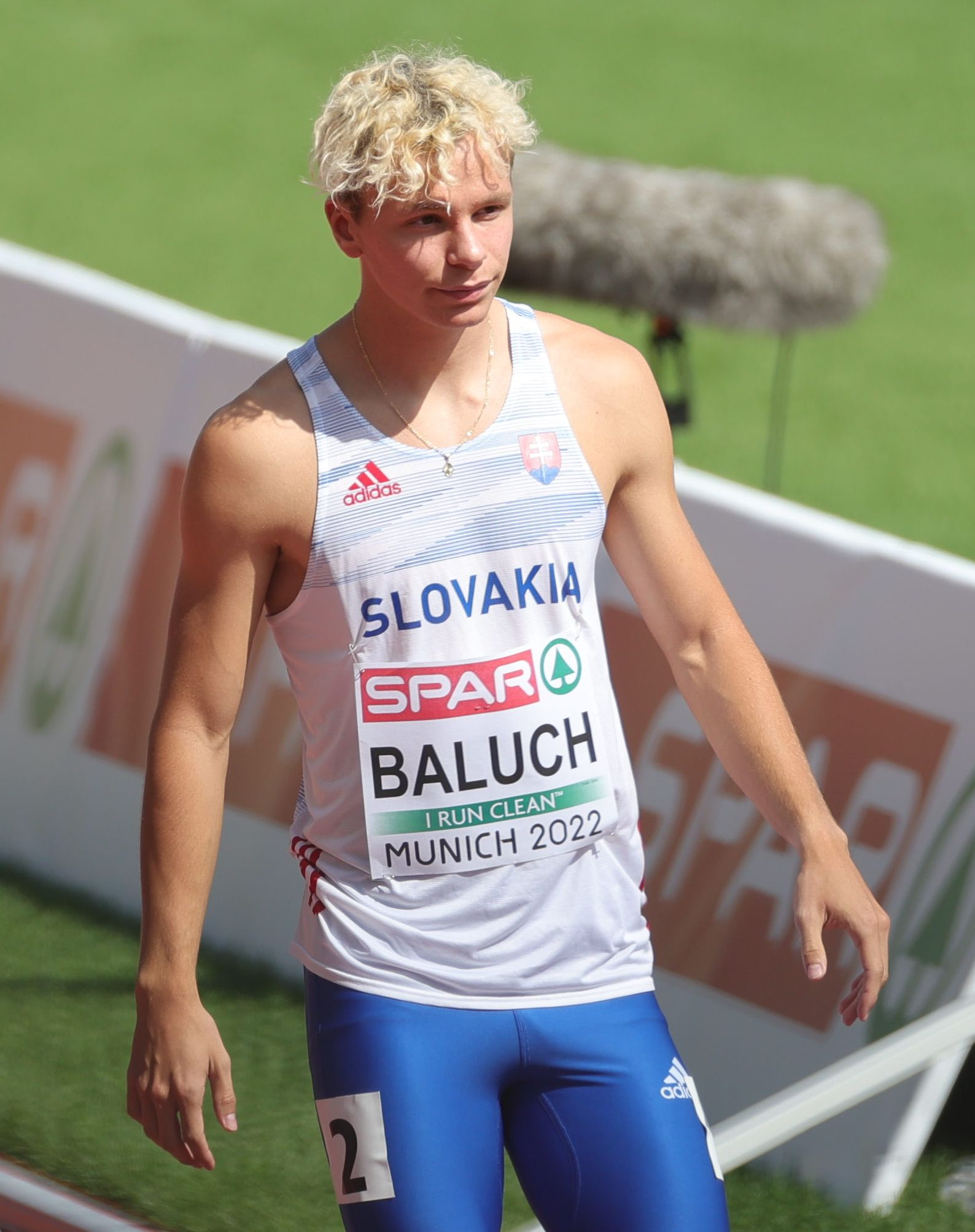
Matej Baluch – ausgeschieden als Siebter des ersten Halbfinals

18. August 2022, 11:25 Uhr MESZ

Wind: −0,1 m/s
| Platz | Name                  | Nation         | Zeit (s) |
| ----- | --------------------- | -------------- | -------- |
| 1     | Wilfried Happio ‡     | Frankreich     | 48,89    |
| 2     | Joshua Abuaku ‡       | Deutschland    | 49,05    |
| 3     | Thomas Barr           | Irland         | 49,30    |
| 4     | Seamus Derbyshire     | Großbritannien | 49,63    |
| 5     | İsmail Nezir ‡        | Türkei         | 49,75    |
| 6     | Nick Smidt            | Niederlande    | 50,29    |
| 7     | Matej Baluch          | Slowakei       | 50,93    |
| 8     | Dries Van Nieuwenhove | Belgien        | 51,14    |

### Halbfinallauf 2
18. August 2022, 11:41 Uhr MESZ

| Platz | Name                | Nation         | Zeit (s) |
| ----- | ------------------- | -------------- | -------- |
| 1     | Karsten Warholm ‡   | Norwegen       | 48,38    |
| 2     | Ludvy Vaillant ‡    | Frankreich     | 48,52    |
| 3     | Julien Watrin ‡     | Belgien        | 48,81    |
| 4     | Julien Bonvin       | Schweiz        | 49,10    |
| 5     | Jacob Paul          | Großbritannien | 49,48    |
| 6     | Mario Lambrughi     | Italien        | 49,50    |
| 7     | Martin Tuček        | Tschechien     | 50,32    |
| 8     | Jesús David Delgado | Spanien        | 50,32    |

### Halbfinallauf 3

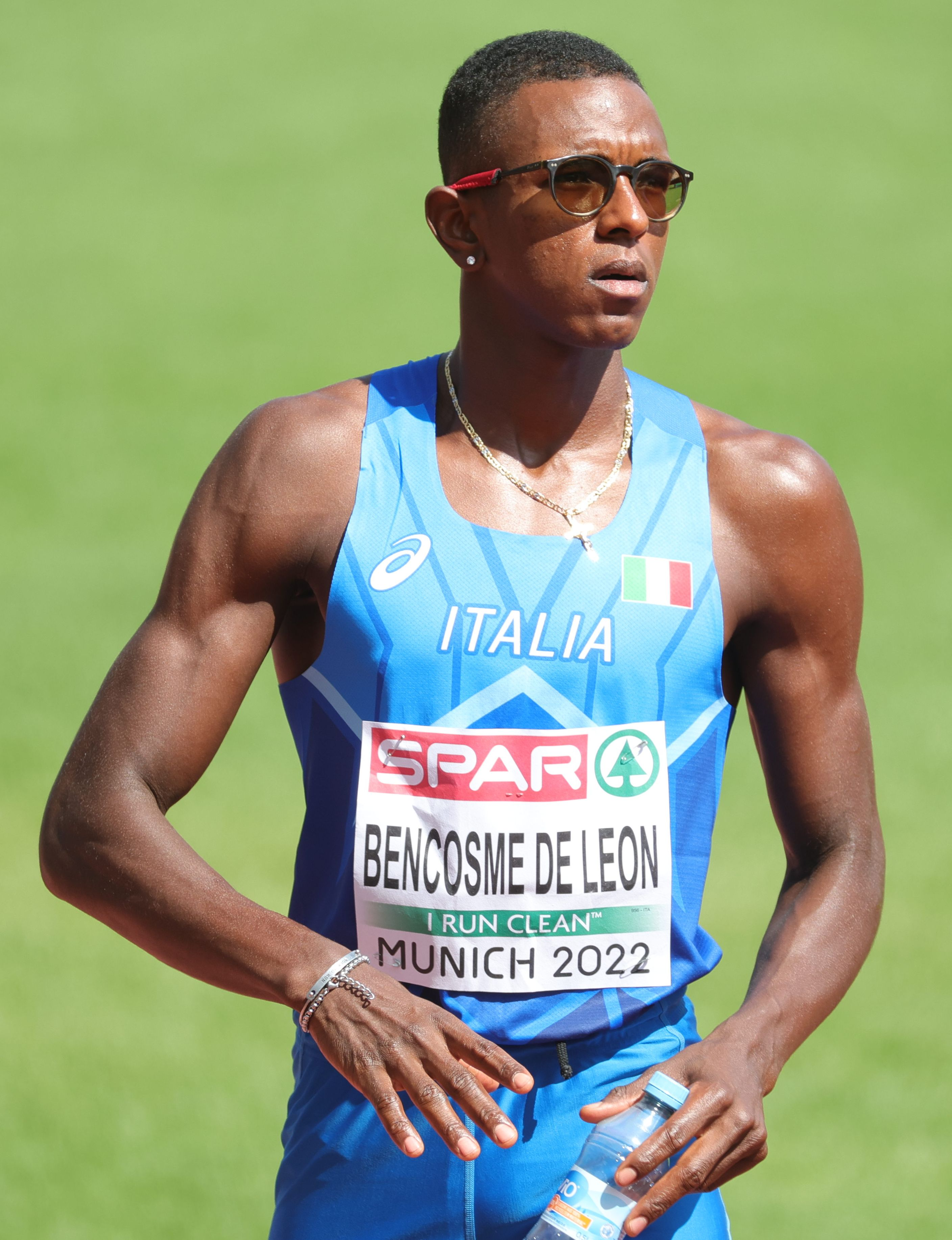
José Reynaldo Bencosme de Leon – ausgeschieden als Dritter des dritten Halbfinals
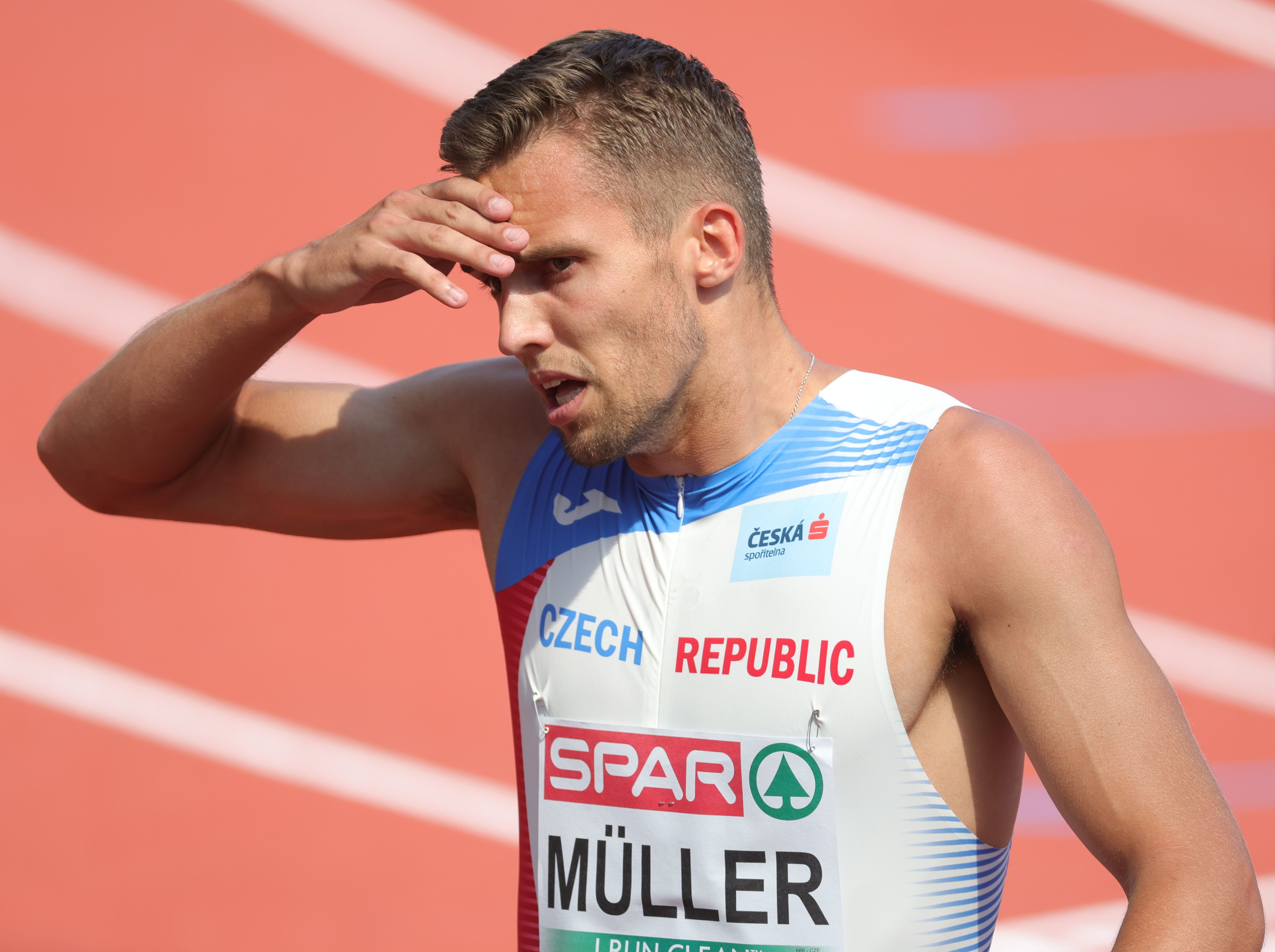
Vít Müller – ausgeschieden als Sechster des dritten Halbfinals
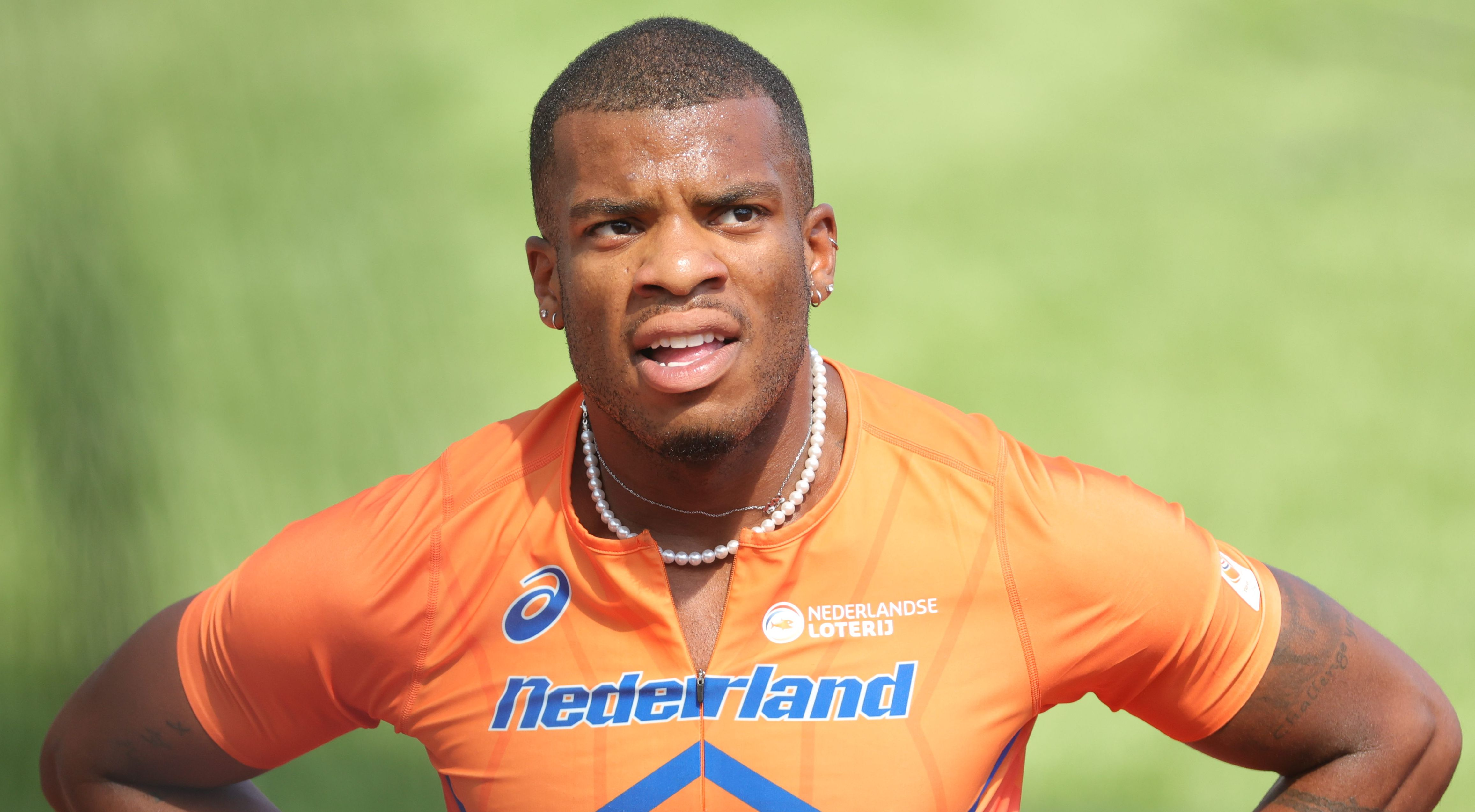
Ramsey Angela – ausgeschieden als Achter des dritten Halbfinals

18. August 2022, 11:41 Uhr MESZ

| Platz | Name                             | Nation      | Zeit (s) |
| ----- | -------------------------------- | ----------- | -------- |
| 1     | Yasmani Copello ‡                | Türkei      | 49,34    |
| 2     | Victor Coroller                  | Frankreich  | 49,46    |
| 3     | José Reynaldo Bencosme de Leon ‡ | Italien     | 49,50    |
| 4     | Carl Bengtström ‡                | Schweden    | 49,52    |
| 5     | Constantin Preis                 | Deutschland | 49,55    |
| 6     | Vít Müller                       | Tschechien  | 49,78    |
| 7     | Matic Ian Guček ‡                | Slowenien   | 49,93    |
| 8     | Ramsey Angela                    | Niederlande | 49,99    |

## Finale

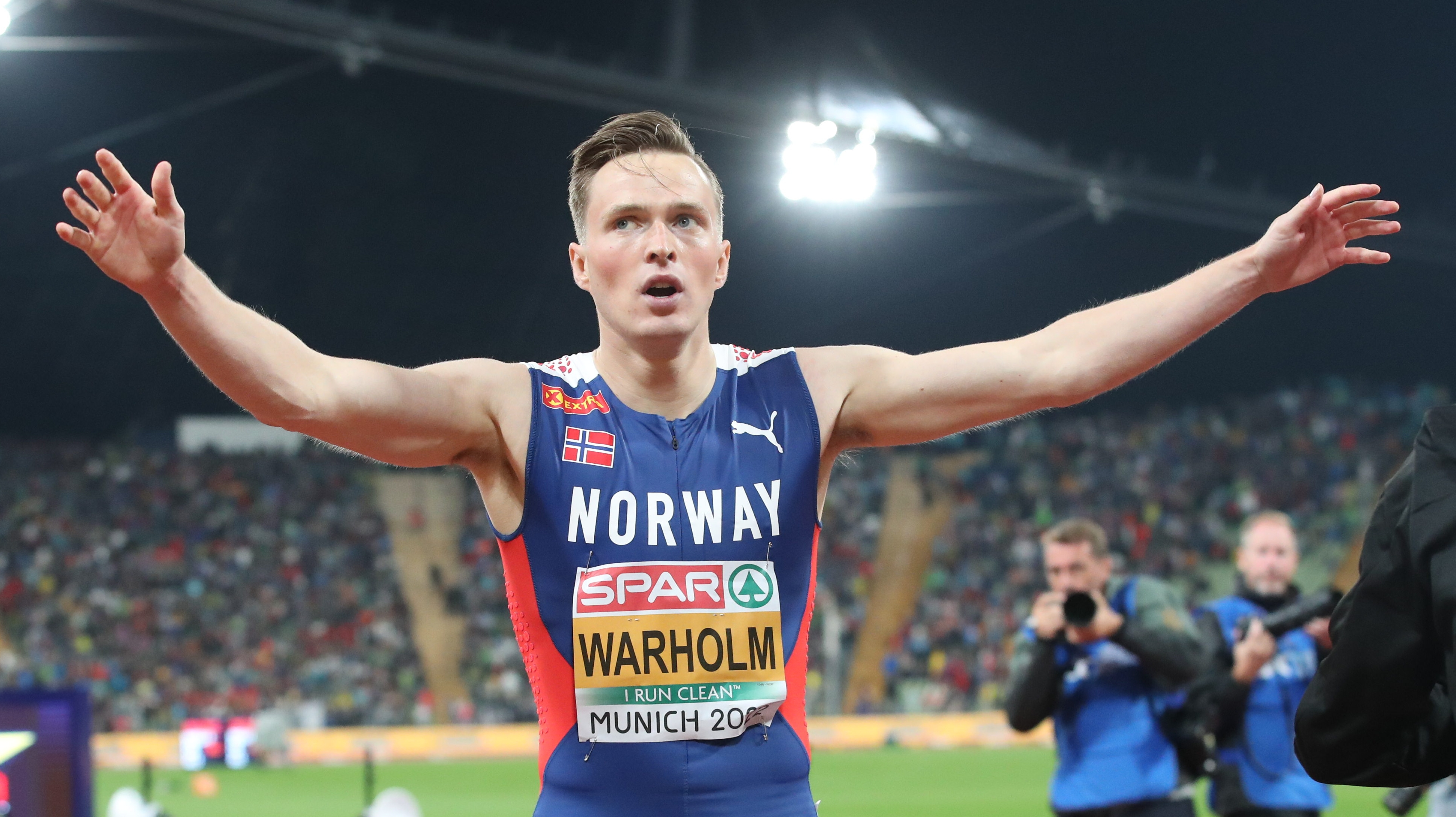
Nach verletzungsbedingter Formschwäche nun zurück: Europameister Karsten Warholm

19. August 2022, 22:00 Uhr MESZ
| Platz | Name            | Nation      | Zeit (s) |
| ----- | --------------- | ----------- | -------- |
| 1     | Karsten Warholm | Norwegen    | 47,12 CR |
| 2     | Wilfried Happio | Frankreich  | 48,56    |
| 3     | Yasmani Copello | Türkei      | 48,78    |
| 4     | Ludvy Vaillant  | Frankreich  | 48,79    |
| 5     | Joshua Abuaku   | Deutschland | 48,79    |
| 6     | Julien Watrin   | Belgien     | 48,98    |
| 7     | Julien Bonvin   | Schweiz     | 50,24    |
| 8     | Victor Coroller | Frankreich  | 50,46    |

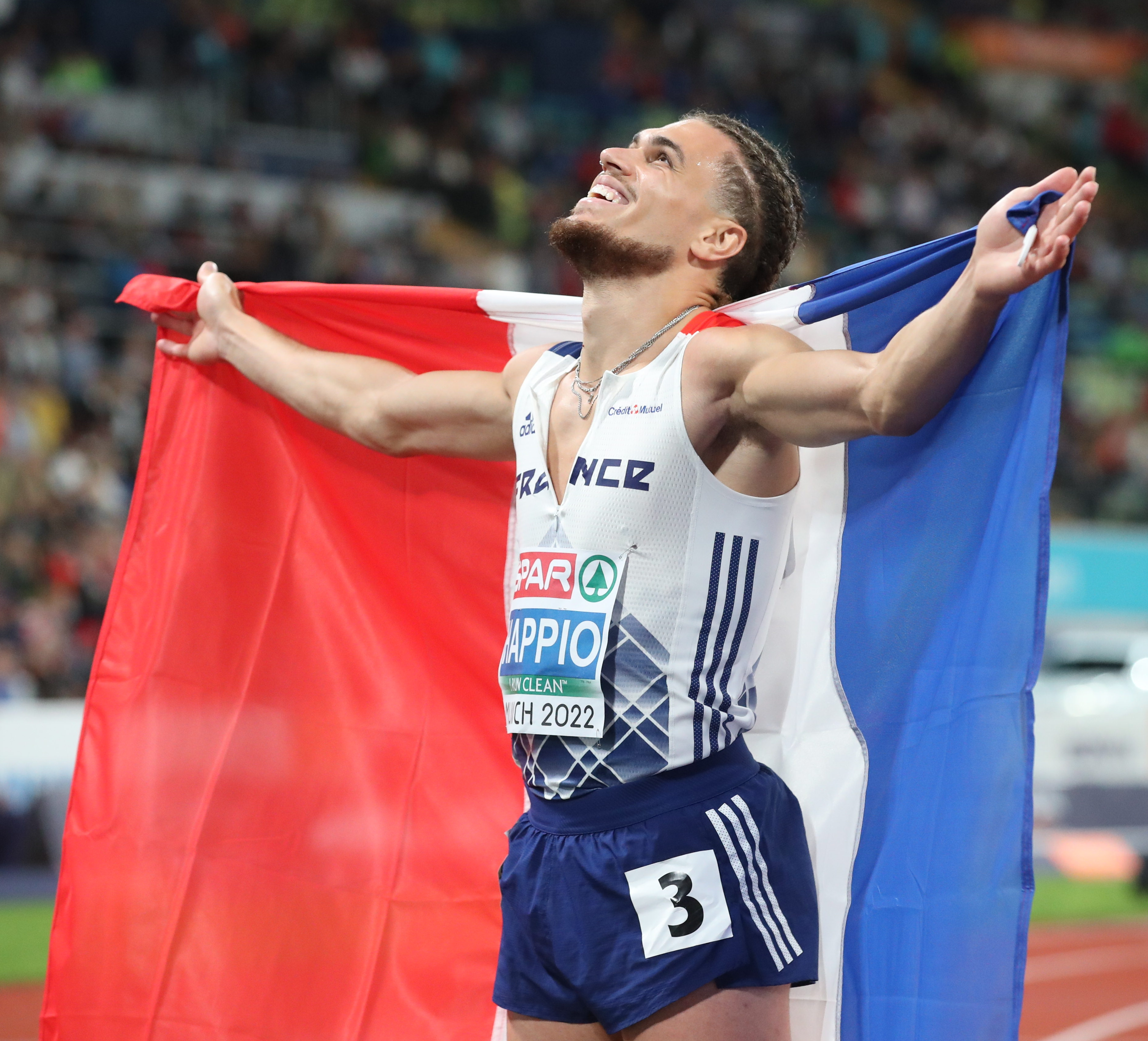
Vizeeuropameister Wilfried Happio
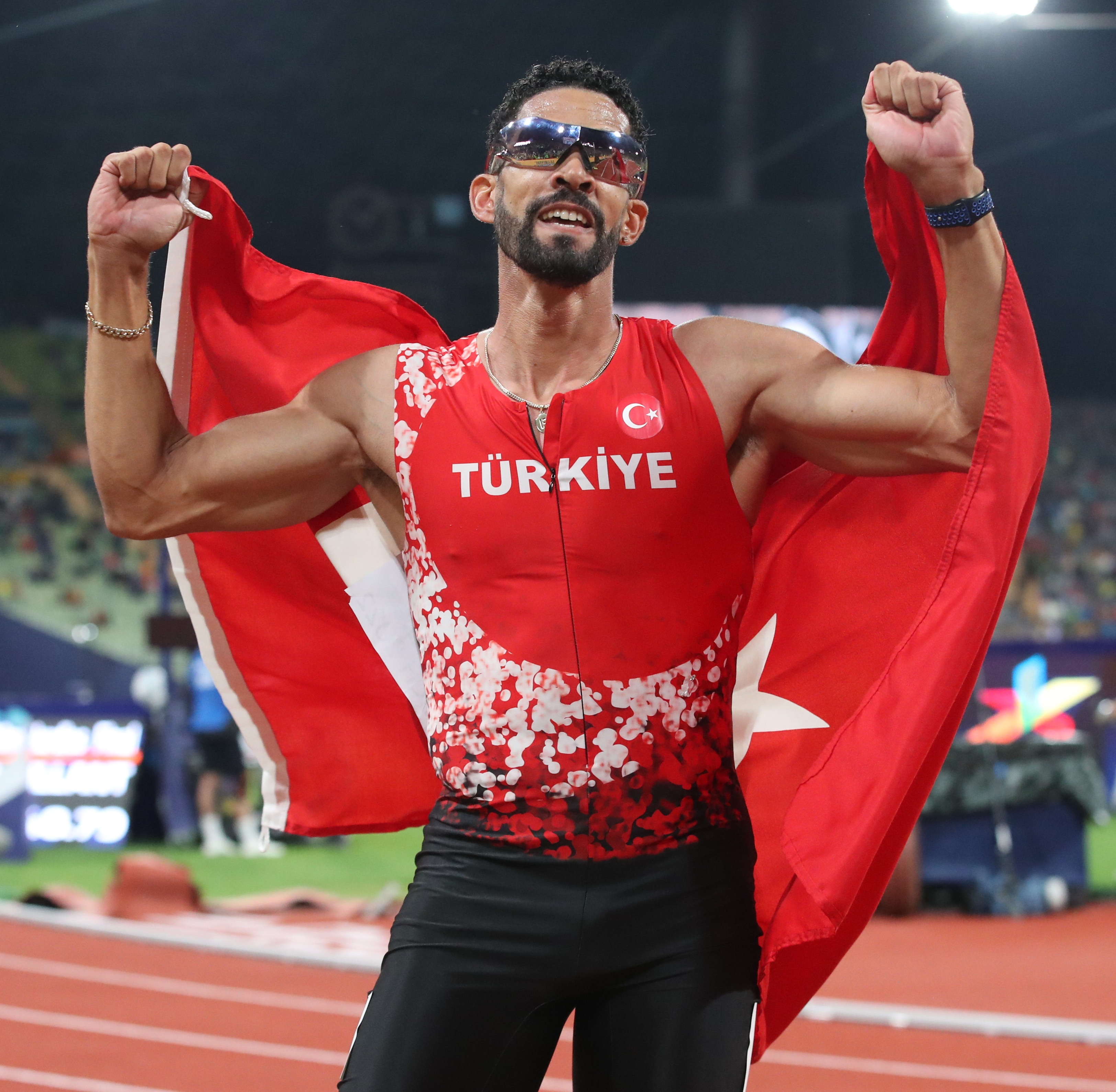
Nach EM-Gold 2016 und EM-Silber 2018 gab es nun Bronze für Yasmani Copello

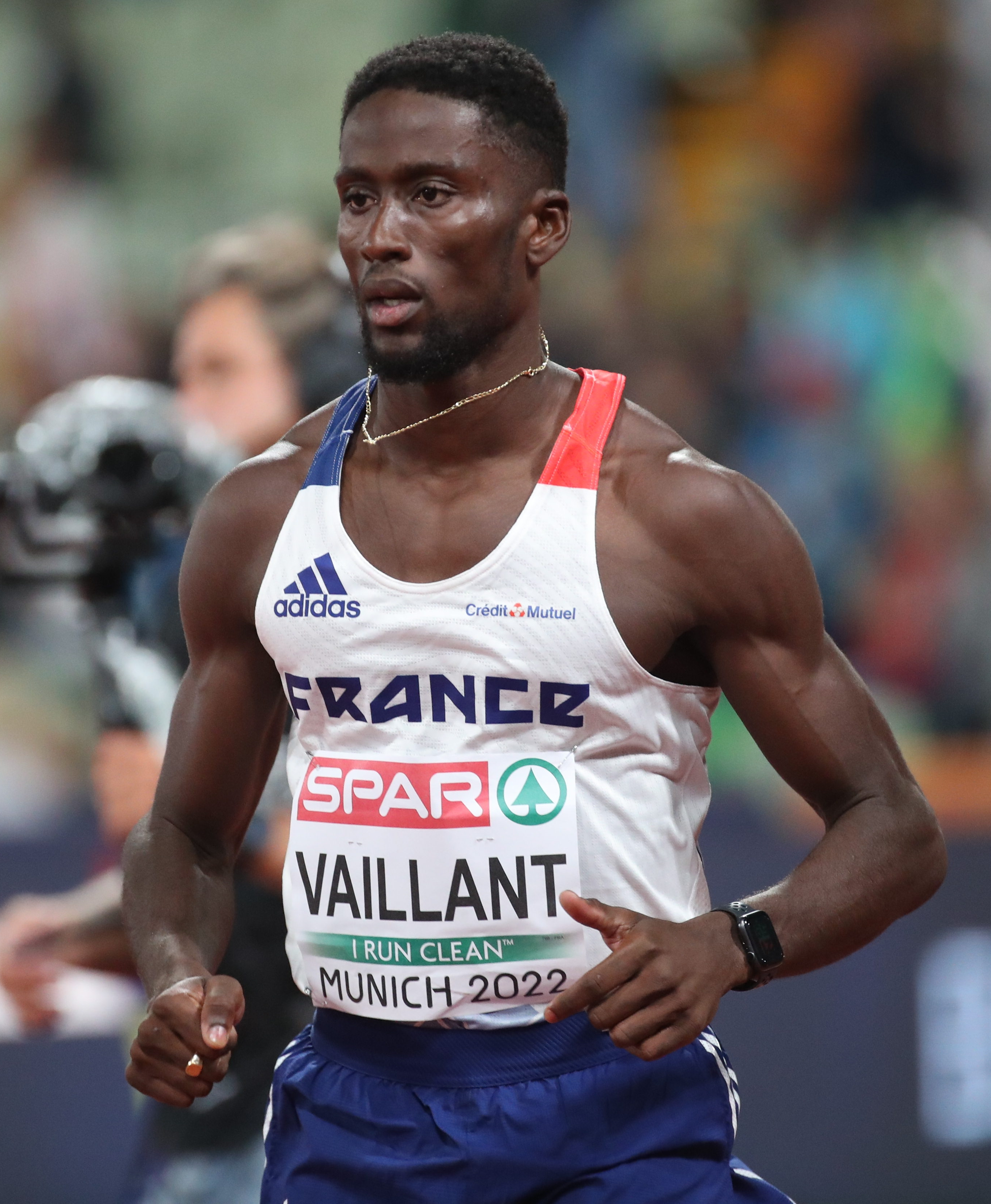
Ludvy Vaillant erreichte Platz vier
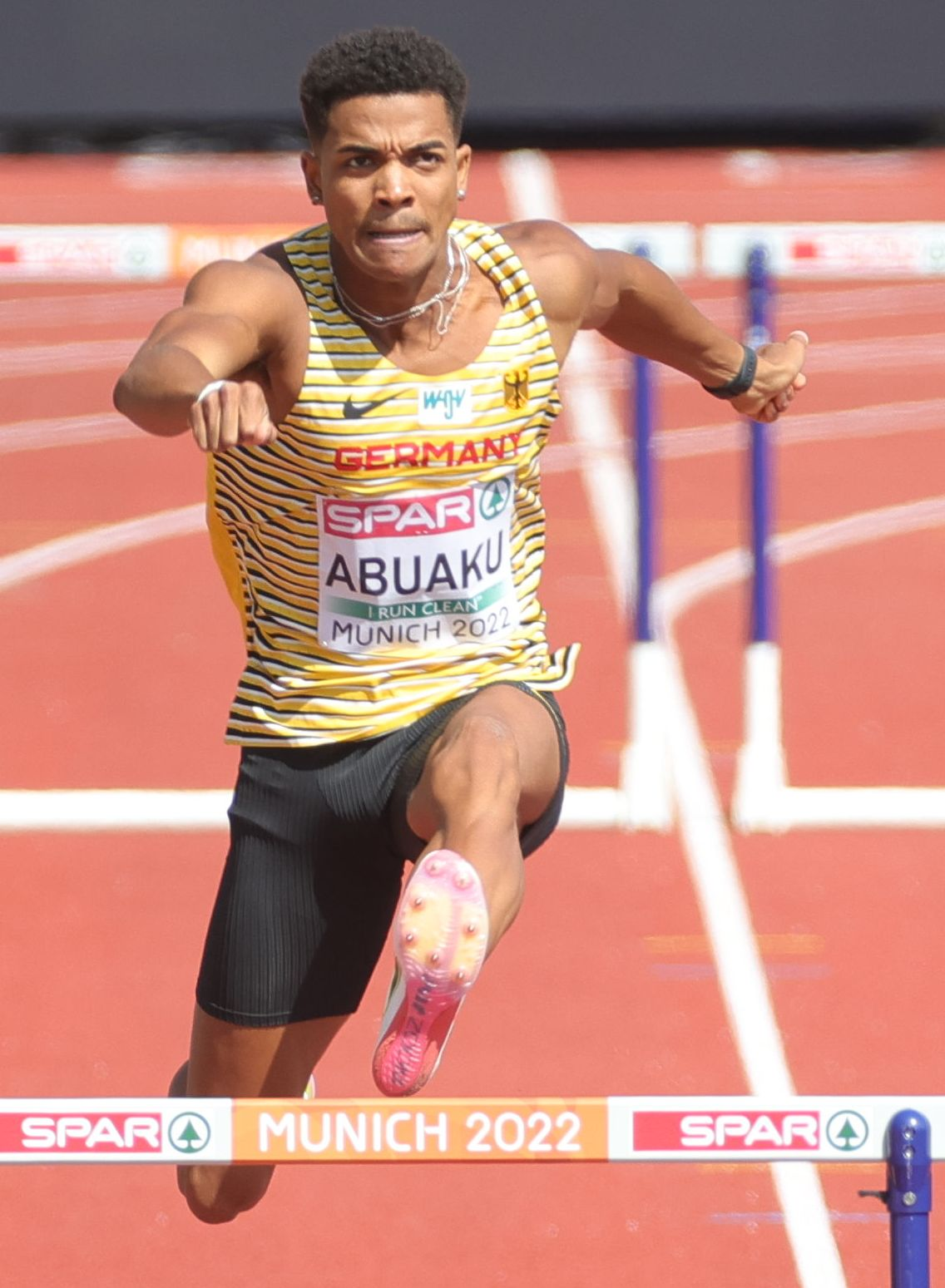
Rang fünf für Joshua Abuaku
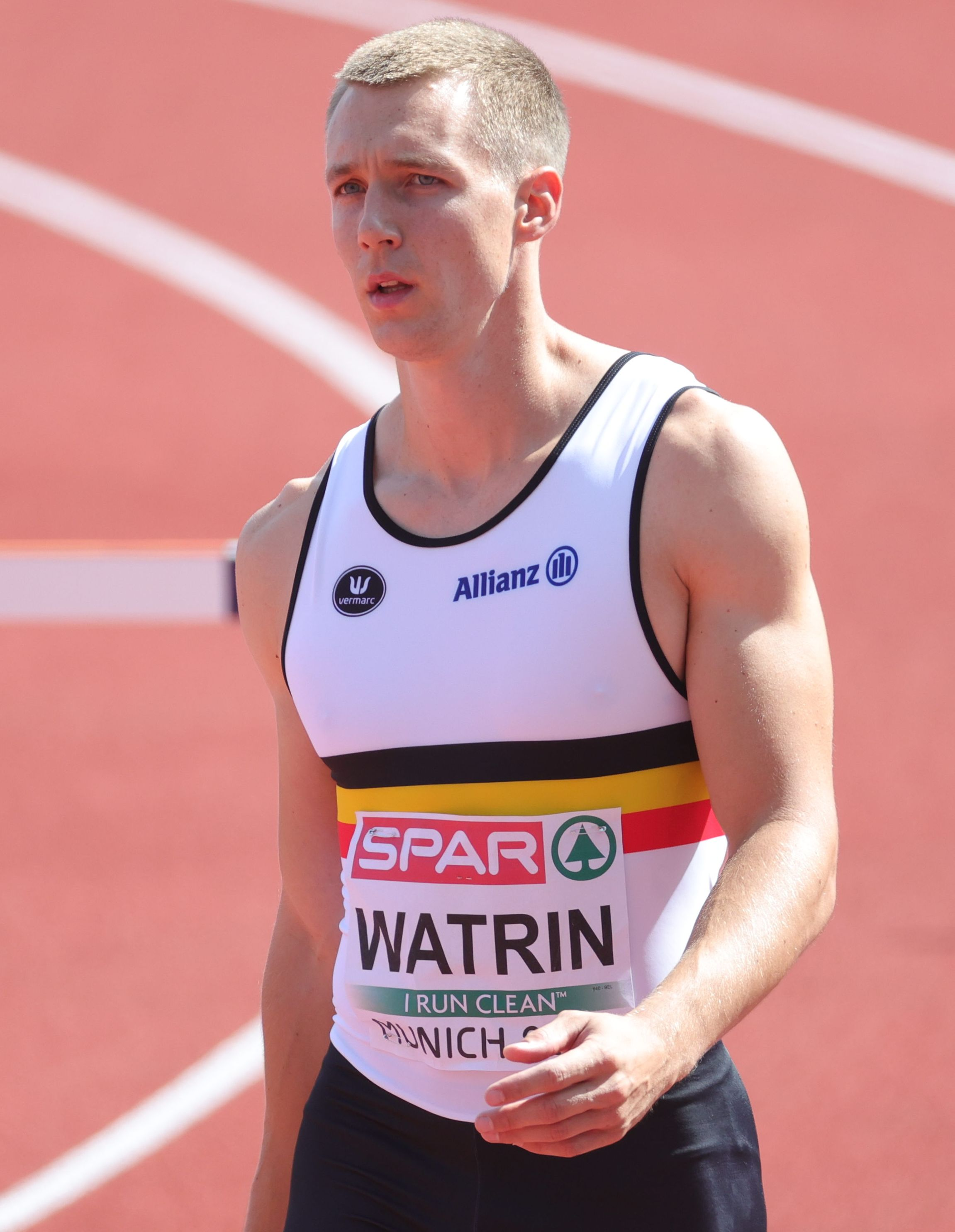
Julien Watrin kam auf den sechsten Platz
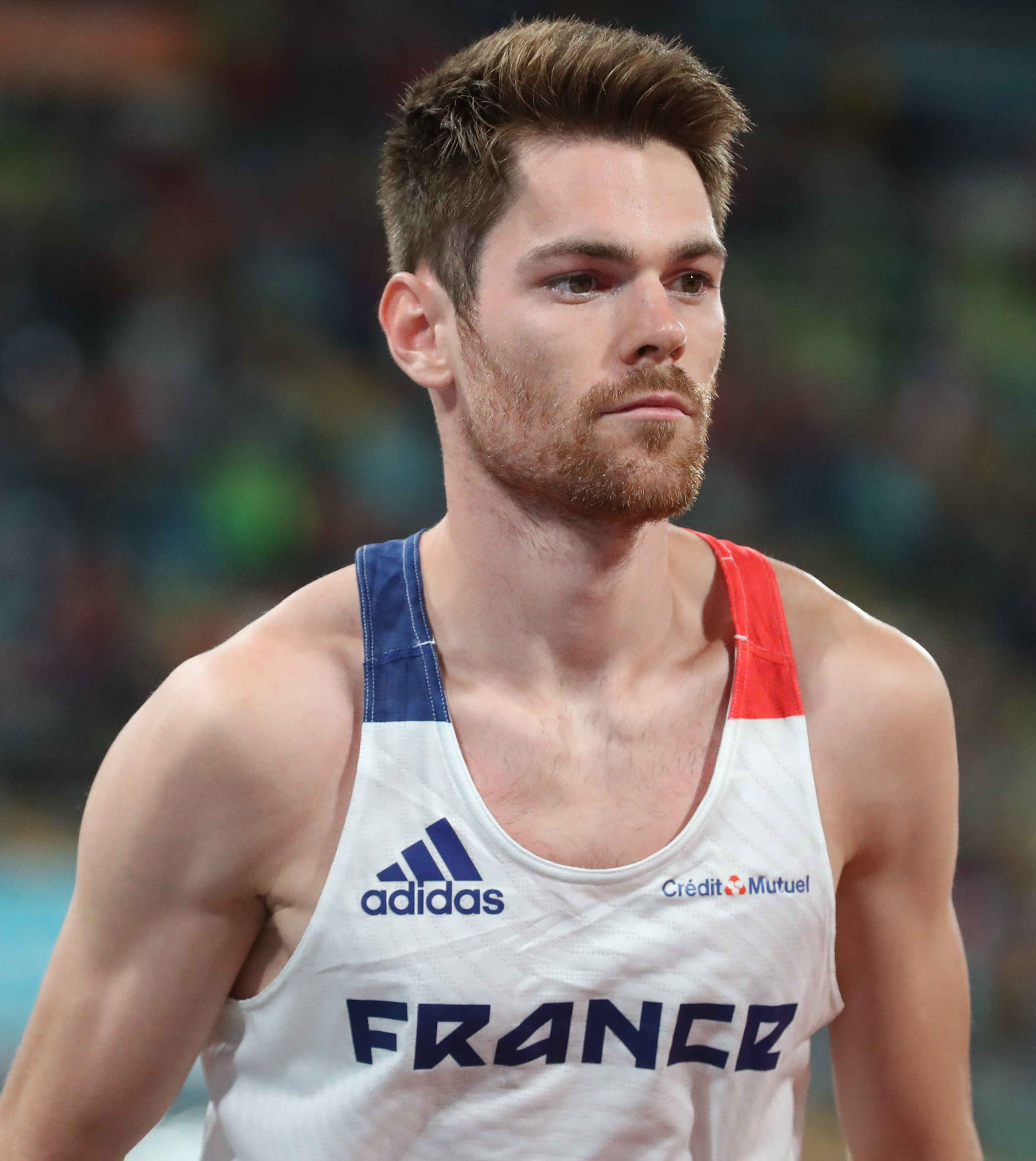
Victor Coroller belegte Rang acht

## Videolink
- Men's 400m Hurdles Final, Munich 2022, Karsten Warholm, youtube.com, abgerufen am 4. April 2023